# Argument ad baculum
Un argument ad baculum o argumentum ad baculum (en llatí, vol dir 'argument que apel·la al bastó'), és una fal·làcia que implica sostenir la validesa d'un argument basant-se en la força o l'amenaça de l'ús de la força. Resumint, podríem dir que per a aquesta fal·làcia "la força fa el dret".
L'argumentum ad baculum pot ser considerat com un subtipus de l'argumentum ad consequentiam o com un subtipus de l'argumentum ex auctoritate. En el primer cas, interpretaríem que l'argumentant es veu forçat a admetre la validesa de la fal·làcia per evitar les conseqüències negatives de no fer-ho (la violència), mentre que en el segon cas, entendríem que l'argumentant admetria la validesa de la conclusió fal·laç davant l'autoritat que reclama la fal·làcia (autoritat no basada en el coneixement com en l'argument d'autoritat clàssic, sinó basada en la força). Encara que aquestes interpretacions són factibles, se sol considerar l'argument ad baculum com un tipus de fal·làcia independent, donada l'extensió del seu ús i la importància dins l'entorn de l'argumentació fal·laç, tant política com periodística.

## Ús
Aquesta fal·làcia es presenta de dues formes: com a fal·làcia lògica i com a fal·làcia no lògica; analitzarem aquests dos usos a continuació.
L'ús de l'argumentum ad baculum és fàcilment identificable i neutralitzable en una argumentació quan es manifesta de manera explícita, però el més comú és que s'oculti el seu ús amb insinuacions vetllades. Aquest caràcter generalment implícit del seu ús fa que la seva força en l'argumentació sigui més subtil, però no menys destructiva per al discurs racional. Per exemple, rarament aquesta fal·làcia es presenta d'aquesta manera: "si no creus en R et colpejo" sinó més aviat així: "jo crec en R i tinc capacitat d'exercir la força en què creus tu". Queda clar en l'exemple segon la base d'aquesta fal làcia, encara que no es presenti amb l'amenaça de manera explícita.
Un tipus de fal·làcia estretament lligada a l'argumentum ad baculum és el argumentum ad terrorem. Les opinions són divergents sobre la seva relació: hi ha qui consideren que ad terrorem és un subtipus de l'argument ad baculum; altres autors afirmen que les dues denominacions es refereixen a una mateixa fal·làcia i, finalment, hi ha qui manté que són dos tipus de fal·làcies diferenciades.

### Com a argument lògic
Com a fal·làcia lògica, l'argumentum ad baculum té la forma següent:
Si x no accepta que F és veritable, llavors passa G (i és G una coacció o atac cap a x). Per tant, F és veritable.
Aquest argument és fal·laç, ja que l'atac o coacció no diuen res de la validesa o no-validesa de F. Aquesta fal·làcia va ser identificada ja en l'edat mitjana, encara que, malauradament, el seu ús és tan antic com l'ésser humà.

#### Exemples
"Si l'Iran manté el seu dret a utilitzar l'energia atòmica amb fins civils, haurà enfrontar-se a les decisions que prengui la comunitat internacional. Conseqüència: Iran no té dret a usar l'energia atòmica amb fins civils."
(No es discuteix prioritàriament sobre el dret o no d'un país d'utilitzar una font d'energia, sinó que l'argumentació se centra, essencialment, en les conseqüències que tindria per a l'Iran aquest ús.)
"-Hauríem d'anar cap a l'esquerra en el proper encreuament.
-Jo porto el volant: la direcció correcta és la dreta."

### Com a argument no lògic
Una altra opció és la forma no lògica d'aquesta fal·làcia:
Si x no accepta que F és veritable, llavors passa G (i és G una coacció o atac cap a x). Per tant, x hauria d'acceptar la veritat de F per evitar G.
Aquesta és una forma no lògica de la fal·làcia, ja que la conclusió no diu res de la validesa o no-validesa de F, sinó només la conveniència de x d'acceptar la seva veritat per evitar una conseqüència G. La conclusió és de naturalesa pragmàtica: dona unes pautes de conducta per a x encaminades a evitar G, però x podria no desitjar evitar G per raons ètiques o de sentit pràctic (menysvaloració del risc real de l'amenaça, per exemple). El tipus no lògic, per les raons abans adduïdes, de la fal·làcia ad baculum és molt més freqüent que el tipus lògic.

#### Exemples
"Si creus que no has de pagar impostos, llavors el teu sou i propietats et seran embargats; per tant, si no vols veure't convertit en un indigent, has de creure que pagar els teus impostos és la teva obligació."
"Si no utilitzes el teu cinturó de seguretat, la policia et multarà. Per tant, si veus un policia a prop, utilitza el teu cinturó de seguretat per a evitar ser multat" (i no per les raons de seguretat que impliquen portar posat el cinturó).
En la pel·lícula Star Wars Episodi IV: Una Nova Esperança, es produeix un exemple d'aquest ús no lògic de la fal·làcia ad baculum quan R2-D2 està guanyant una partida d'escacs hologràfics a Chewbacca:
C3PO: Ell ha fet un moviment correcte, cridar no et servirà.
Han Solo: (interrompent) Deixa-ho. No és intel·ligent irritar un Wookie.
 C3PO: Però, senyor, ningú es preocupa per irritar un androide.
 Han Solo: Serà perquè els androides no treuen els braços de les seves articulacions als seus contrincants quan perden. Se sap que els Wookie sí que ho fan.
 C3PO: Comprenc el seu punt de vista, senyor. Et suggereixo una nova estratègia, R2. Deixa guanyar al Wookie.